# Tiberius Decatusus
Tiberius Decatusus war ein antiker römischer Toreut (Metallbildner). Er war wahrscheinlich in der zweiten Hälfte des 1. Jahrhunderts in Norditalien tätig. 
Decatusus ist nur noch von einer Signatur auf einer Bronzekelle bekannt. Das Stück wurde bei Boyer in der Saône gefunden. Die Kelle befindet sich heute im Besitz des Musée Greuze in Tournus.

## Einzelbelege
1. ↑  Inventarnummer ?; Richard Petrovszky: Studien zu römischen Bronzegefäßen mit Meisterstempeln. Leidorf, Buch am Erlbach 1993, S. 255, Nr. D.1.01.

| Personendaten    | Personendaten            |
| ---------------- | ------------------------ |
| NAME             | Decatusus, Tiberius      |
| KURZBESCHREIBUNG | antiker römischer Toreut |
| GEBURTSDATUM     | 1. Jahrhundert v. Chr.   |
| STERBEDATUM      | 1. Jahrhundert           |